# Стшегоциці
Стшегоциці (пол. Strzegocice) — село в Польщі, у гміні Пільзно Дембицького повіту Підкарпатського воєводства.
Населення — 995 осіб (2011).
У 1975-1998 роках село належало до Тарновського воєводства.

## Демографія
Демографічна структура станом на 31 березня 2011 року:
|          | Загалом | Допрацездатний вік | Працездатний вік | Постпрацездатний вік |
| -------- | ------- | ------------------ | ---------------- | -------------------- |
| Чоловіки | 506     | 113                | 359              | 34                   |
| Жінки    | 489     | 132                | 292              | 65                   |
| Разом    | 995     | 245                | 651              | 99                   |